# Malè
Malè és un municipi italià, dins de la província de Trento. L'any 2007 tenia 2.147 habitants. Limita amb els municipis de Bresimo, Caldes, Cles, Commezzadura, Croviana, Dimaro, Monclassico, Rabbi i Terzolas.

## Administració
| Període | Identitat                 | Partit        |
| ------- | ------------------------- | ------------- |
| 2005-   | Pierantonio Cristoforetti | Llista cívica |